# Municipio de Boyesen
El municipio de Boyesen (en inglés: Boyesen Township) es un municipio ubicado en el condado de Bowman en el estado estadounidense de Dakota del Norte. En el año 2010 tenía una población de 23 habitantes y una densidad poblacional de 0,25 personas por km².

## Geografía
El municipio de Boyesen se encuentra ubicado en las coordenadas 46°4′47″N 103°18′15″O / 46.07972, -103.30417. Según la Oficina del Censo de los Estados Unidos, el municipio tiene una superficie total de 93.06 km², de la cual 92,77 km² corresponden a tierra firme y (0,3 %) 0,28 km² es agua.

## Demografía
Según el censo de 2010, había 23 personas residiendo en el municipio de Boyesen. La densidad de población era de 0,25 hab./km². De los 23 habitantes, el municipio de Boyesen estaba compuesto por el 100 % blancos. Del total de la población el 0 % eran hispanos o latinos de cualquier raza.